# 尤溪隧道
尤溪隧道位于昌福线尤溪-三明北区间，全长12974米，于2008年11月28日开工，隧道内使用无渣轨道；2011年5月26日尤溪隧道贯通。
尤溪隧道在昌福铁路上的位置请见Template:昌福铁路RDT。